# Oldenbüttel
Oldenbüttel er en kommune og en by i det nordlige Tyskland, beliggende i Amt Mittelholstein i den sydlige del af Kreis Rendsborg-Egernførde. Kreis Rendsborg-Egernførde ligger i den centrale del af delstaten Slesvig-Holsten.

## Geografi
Oldenbüttel ligger omkring 20 km øst for Heide på begge sider af Kielerkanalen, med byen liggende på sydsiden af kanalen. Omkring 15 km mod vest går Bundesautobahn 23 fra Hamborg mod Heide.
I den nordlige del af kommunen løber Gieselaukanalen, der blev anlagt i 1937 som forbindelse mellem Kielerkanalen og Ejderen.